# Joël Coqueugniot
Pas d'image ? Cliquez ici
Joël Coqueugniot, né à Dakar le 27 novembre 1945, est un grimpeur, alpiniste et guide de haute montagne français. À la fois grimpeur sur les parois calcaires de Marseille ou du Verdon et alpiniste dans les voies granitiques et parfois glaciaires du massif du Mont-Blanc, il participe à plusieurs expéditions en Amérique du Nord ou au Karakoram et est adepte de l'alpinisme solitaire.

## Biographie
Né le 27 novembre 1945 à Dakar où il passera son enfance et son adolescence, Joël Coqueugniot arrive en 1965 à Marseille et y découvre l'escalade dans les Calanques. Il n'a alors qu'une très petite expérience de la montagne et il s'inscrit au printemps de l'année suivante au Club alpin français (CAF). Avec le CAF, il parcourt les falaises des Calanques et répète des ascensions réputées dans le massif du Mont-Blanc.
Dès 1967, il ouvre ses premières voies d'escalade à Marseille et il s'engage à partir de 1969 dans la réalisation de premières solitaires dans les Alpes. Au tournant des années 1970, il est l'un des pionniers de l'escalade dans les gorges du Verdon, et devient aspirant-guide. Alors qu'il effectue son service militaire comme coopérant au Canada, Joël Coqueugniot  organise en 1972 des expéditions légères dans les montagnes d'Amérique du Nord auxquelles participent Patrick Cordier et Bernard Amy.
De retour dans les Alpes françaises, Joël Coqueugniot obtient en 1973 son diplôme de guide de haute montagne et tente avec Bruno Gaschignard l'ouverture d'un nouvel itinéraire dans la face ouest des Drus. Pris par le mauvais temps, ils rebroussent chemin et, lors de la descente en rappel, Joël Coqueugniot chute et dévale le couloir de la face ouest. Cette chute de 400 mètres le laisse pendant deux mois dans le coma. Commence alors une longue convalescence au cours de laquelle il entame ses études de dentiste, reprend progressivement l'escalade et retrouve l'ensemble de ses moyens physiques et intellectuels.
Deux ans après son accident, Joël Coqueugniot participe à une expédition au Karakoram au cours de laquelle il réalise, en solitaire, la première ascension du Chogolisa VI culminant à 6 400 mètres d'altitude.

## Principales ascensions
- mars 1967 - Ouverture de la voie La Colyphène aux falaises du Devenson dans les Calanques de Marseille, avec Claude Cassin[8]
- 1967 - Première de la voie du triangle à l'Ailefroide centrale dans le massif des Ecrins[7]
- 1968 - Répétition du pilier Bonatti aux Drus dans le massif du Mont-Blanc[7]
- 1968 - Répétition de l'éperon Walker en face nord des Grandes Jorasses dans le massif du Mont-Blanc[7]
- 1968 - Participation à l'expédition marseillaise en Patagonie (échec au pilier Est du Fitz Roy mais succès de la première ascension du couloir est de l'aiguille Guillaumet)[7]
- 1968 : Ouverture, avec François Guillot, de La Demande à l'Escalès, dans le Verdon[4]
- 1969 - Répétition de la face sud du Fou dans les aiguilles de Chamonix (massif du Mont-Blanc)[7]
- 1969 - Première solitaire de la face ouest des Petites Jorasses dans le massif du Mont-Blanc[7]
- 1970 - Première solitaire de la face nord des Drus dans le massif du Mont-Blanc[7]
- 1970 - 7e ascension de la voie Cornuau-Davaille dans la face nord des Droites (massif du Mont-Blanc) avec François Guillot[7]
- 1970 -  Ouverture d'un itinéraire sur la face nord-ouest des Grands Charmoz (aiguilles de Chamonix dans le massif du Mont-Blanc) avec Bruno Dineur[7] (ce pilier Coqueugniot deviendra un itinéraire classique avant de s'effondrer en 1980[1])
- 1970 : Ouverture, avec François Guillot, du Pilier des écureuils dans le Verdon[5]
- 1972 - Logan Mountains, seconde ascension de la Tour de la fleur de lotus avec Bernard Amy et Patrick Cordier[7],[9]
- 1972 - Massif du McKinley, première ascension du Rooster Comb (crête du Coq) avec Patrick Cordier[7],[9]
- 1972 -  Vallée de Yosemite, El Capitan, première ascension française du Salathé Wall avec Patrick Cordier (en 3 jours)[7],[9]
- 1972 - Première solitaire du versant Nant Blanc de l'aiguille Verte[7]
- 1975 - Première ascension d'un satellite du Chogolisa (le Chogolisa VI, 6 400 m) au Karakoram, réalisée en solitaire[3],[1]